# 能登正人
能登 正人（のと まさひと、1990年4月10日 - ）は、大阪府枚方市出身のサッカー選手。ポジションはミッドフィールダー。

## 来歴
セレッソ大阪の下部組織出身。東海大学付属第五高等学校卒業後、単身スペインに渡り、2010年にスペインリーグ4部のCDイレスカスとプロ契約、その後ドイツのSVゴンセンハイム、ハノーファー96IIでプレーしていたが、2013年にタイ・ブリーラム・ユナイテッドと契約し、すぐにチャイナートFCにレンタル移籍した。
2014年1月、同タイ国内のアーミー・ユナイテッドに完全移籍で加入したが、タイ情勢の不安から7月にバンコクFCに移籍。
2015年3月5日、ジェフユナイテッド市原・千葉へ完全移籍で加入。2015年シーズンを以て契約満了となり千葉を退団した。
2016年2月、ラオ・プレミアリーグのランサン・ユナイテッドFCと契約、シーズン優勝に貢献した。
2017年1月よりインドネシア・リーガ1のペルシバ・バリクパパンと契約。
2018年1月、東京ユナイテッドFCへ完全移籍。
2019年、南葛SCへ完全移籍。2022年11月15日、退団が発表された。
2023年2月、シュワーボ東京へ完全移籍。

## 人物
英語よりも在住経験のあるドイツ語とスペイン語の方が堪能。
サッカー選手の傍ら、アパレルブランド「note」を展開している。

## 所属クラブ
- 信楽スポーツ少年団[10]
- 枚方フットボールクラブ
- 2003年 - 2005年 セレッソ大阪ジュニアユース[1]
- 2006年 - 2008年 東海大学付属第五高等学校[1]
- 2010年  CDイレスカス（英語版）[1]
- 2011年  SVゴンセンハイム（英語版）[1]
- 2012年  ハノーファー96セカンド
- 2013年  ブリーラム・ユナイテッドFC[1]
  - 2013年  チャイナートFC (期限付き移籍)[1]
- 2014年1月 - 6月  アーミー・ユナイテッドFC[1]
- 2014年7月 - 12月  バンコクFC[1]
- 2015年  ジェフユナイテッド市原・千葉[1]
- 2016年  ランサン・ユナイテッドFC（英語版）[1]
- 2017年  ペルシバ・バリクパパン（英語版）[1]
- 2018年  東京ユナイテッドFC
- 2019年 - 2022年  南葛SC
- 2023年 -  シュワーボ東京

## 個人成績
| 国内大会個人成績 | 国内大会個人成績 | 国内大会個人成績 | 国内大会個人成績 | 国内大会個人成績 | 国内大会個人成績 | 国内大会個人成績 | 国内大会個人成績 | 国内大会個人成績 | 国内大会個人成績 | 国内大会個人成績 | 国内大会個人成績 |
| 年度             | クラブ           | 背番号           | リーグ           | リーグ戦         | リーグ戦         | リーグ杯         | リーグ杯         | オープン杯       | オープン杯       | 期間通算         | 期間通算         |
| 年度             | クラブ           | 背番号           | リーグ           | 出場             | 得点             | 出場             | 得点             | 出場             | 得点             | 出場             | 得点             |
| 日本             | 日本             | 日本             | 日本             | リーグ戦         | リーグ戦         | リーグ杯         | リーグ杯         | 天皇杯           | 天皇杯           | 期間通算         | 期間通算         |
| ---------------- | ---------------- | ---------------- | ---------------- | ---------------- | ---------------- | ---------------- | ---------------- | ---------------- | ---------------- | ---------------- | ---------------- |
| 2015             | 千葉             | 33               | J2               | 1                | 0                | -                | -                | 2                | 0                | 3                | 0                |
| 通算             | 日本             | 日本             | J2               | 1                | 0                | -                | -                | 2                | 0                | 3                | 0                |
| 総通算           | 総通算           | 総通算           | 総通算           | 1                | 0                | 0                | 0                | 2                | 0                | 3                | 0                |

- Jリーグ初出場 - 2015年7月8日 J2第22節 ツエーゲン金沢戦（石川県西部緑地公園陸上競技場）

## タイトル

### クラブ
ランサン・ユナイテッドFC
- ラオ・プレミアリーグ：2016年